# Uwe Bangert
Uwe Bangert (* 3. November 1927 in Neumünster; † 19. November 2017 in Bad Segeberg) war ein deutscher Maler.

## Leben
Uwe Bangert besuchte nach autodidaktischen Anfängen eine private Kunstschule in Plön, wo Heiner Tonn sein Mitschüler und Erik Richter sein Lehrer war. 1950 bis 1951 studierte er bei Alfred Mahlau an der Landeskunstschule in Hamburg. Stipendien des Landes Schleswig-Holstein ermöglichten ihm Aufenthalte in Venedig (1962), in Rom, in der Künstlerkolonie Ekely bei Oslo (1964) und in der Cité des Arts in Paris (1966), wo er Mordecai Ardon und Peter Grau kennenlernte.

## Werk
Uwe Bangert verschrieb sich von Anfang an einem peniblen Realismus, der durch Weglassen alles Ablenkenden gelegentlich magische Qualität gewinnt. Er pflegte die Genres Porträt, Landschaft und Stillleben gleichermaßen, arbeitete vorwiegend in Bad Segeberg, holte sich aber immer wieder Anregungen auf Studienreisen nach Italien, Dänemark und Frankreich. „Das, was wir mit Melancholie, mit Stimmung, mit Poesie der gegenständlichen Welt verbinden, resultiert in Bangerts Bildern und Blättern nie aus dem Ungefähren, sondern immer aus der Genauigkeit der Darstellung. Er zeichnet mit spitzen Stiften, malt mit feinen Pinseln ... Dieser Maler und Zeichner verlangt von sich ähnlich Unerbittliches wie Musils Mann ohne Eigenschaften.“

## Ehrungen
- 1988: Heinrich-Rantzau-Medaille der Stadt Bad Segeberg
- 2007: Ehrenbürgerschaft der Stadt Bad Segeberg

## Publikationen
- Das kleine Insektenbuch, 22 farbige Bildtafeln nach Aquarellen von Uwe Bangert mit Geleitwort und Erläuterungen von Karl von Frisch, Insel-Verlag, Frankfurt am Main und Leipzig 1961
- Uwe Bangert: Gemälde und Zeichnungen 1948–1984, mit einer Einführung von Christian Rathke, Wäser, Bad Segeberg, 1984 ISBN 3-87883-024-6
- Uwe Bangert: Neumünster, Aquarelle und Federzeichnungen, Wachholtz, Neumünster 1972
- Uwe Bangert: Bilder aus Schleswig Holstein. Wachholtz, Neumünster 1988

## Einzelausstellungen (Auswahl)
- 1978: Odense, Dänemark
- 1980: Schleswig-Holsteinische Landesbibliothek, Kieler Schloss
- 1985: Evangelische Akademie, Bad Segeberg
- 1986: Schwentine-Haus, Plön
- 1987: Jüdisches Museum Rendsburg, Dr. Bamberger Haus
- 1993: Heimatmuseum Eckernförde (heute Museum Eckernförde)
- 1992 und 1994: Worthington Gallery, Chicago